# 스레텐스키 불바르역
스레텐스키 불바르 역(러시아어: Сретенский бульвар)은 모스크바 지하철 류블린스코 드미트롭스카야 선의 역이다. 역명은 투르게네브야 광장에 위치한 1마일 길이의 대로에서 유래되었다.

## 역사
1980년대 후반부터 시작된 본 역의 공사는 자금 부족이 지속되면서 제자리걸음을 하게 되었다. 2004년이 되어 제대로 된 자금 지원을 받고 공사를 마칠 수 있었다.
스레텐스키 불바르 역은 기공 이후 25년 넘게 지나서 2007년 12월 29일 개통되었다.

## 디자인
스레텐스키 불바르 역은 건축가 N에 의해 설계 슈마코프, G. Moon은 표준 필롱-트라이볼트 설계를 특징으로 하며, 기본적으로는 단석 콘크리트 판으로 설정되어 있다. 흰색 섬유 유리는 플랫폼 중앙(9.5m 직경)과 플랫폼 홀(8.5m)의 볼트 뿐만 아니라 에스컬레이터와 환승통로 천장에도 사용되며, 이는 수문학적으로 두 배 증가시킨다. 처음 이 역의 주요 장식물은 30필롱 틈새에 3m 높이의 청동 및 바위 조각상 세트를 포함할 것으로 생각되었다. 러시아 최고의 조각가들이 만든 그들은 그 위에 발광등이 켜진 채 화강암 및 석회암 위에 설치될 것을 예상하였다. 그러나, 최근에는 이것이 너무 비용이 많이 들 것이라는 것이 드러났고, 주탑 디자인은 현재 링을 주제로 한 일련의 금속 작품들을 포함하도록 변경되었다. 하얀 대리석은 바닥을 덮고, 바닥은 화강암으로 마감한다.
역의 양 끝에서 이어지는 두 개의 에스컬레이터 통로가 존재하는데, 한 방향은 치스티예 프루디 역으로 연결되는 곳이고, 다른 한 방향은 투르게넵스카야 역으로 연결되는 복합 환승 센터 및 지상으로 나가는 두 번째 에스컬레이터의 경로인 것이다.

## 환승
스레텐스키 불바르 역에서는 소콜니체스카야 선의 치스티예 프루디 역과 칼루시스코 리시스카야 선의 투르게넵스카야 역으로 갈아탈 수 있다.